# Ceraphron striolatus
Ceraphron striolatus är en stekelart som beskrevs av Paul Dessart 1989. Ceraphron striolatus ingår i släktet Ceraphron och familjen pysslingsteklar. Inga underarter finns listade i Catalogue of Life.